# 南太平寺
南太平寺（みなみたいへいじ）は、大分県大分市の地名。現行行政地名は南太平寺一丁目から南太平寺四丁目。住居表示実施済区域。

## 地理
大分市の中心部に位置し、東に古国府、南に上田町、西に三ケ田町、北に大字永興と接している。

## 歴史

### 沿革
- 2021年（令和3年）1月16日 - 住居表示を実施に伴い、大字永興、大字羽屋、大字古国府の各一部（通称:南太平寺、古国府の各一部）から、南太平寺一丁目から南太平寺四丁目を新設[5]。

### 町名の変遷
| 実施後         | 実施年月日               | 実施前（各町名ともその一部）                                 | 実施前（各町名ともその一部） |
| 実施後         | 実施年月日               | 公称                                                         | 通称                         |
| -------------- | ------------------------ | ------------------------------------------------------------ | ---------------------------- |
| 南太平寺一丁目 | 2021年（令和3年）1月16日 | 大字永興（一部）                                             | 南太平寺（一部）             |
| 南太平寺二丁目 | 2021年（令和3年）1月16日 | 大字永興、大字永興下芦原、大字永興南太平寺（各一部）         | 南太平寺（一部）             |
| 南太平寺三丁目 | 2021年（令和3年）1月16日 | 大字永興、大字羽屋、大字羽屋字大坪（各一部）                 | 南太平寺（一部）             |
| 南太平寺四丁目 | 2021年（令和3年）1月16日 | 大字永興、大字羽屋、大字羽屋字甲斐摺田、大字古国府（各一部） | 南太平寺、古国府（各一部）   |

## 世帯数と人口
2022年（令和4年）3月31日現在（大分市発表）の世帯数と人口は以下の通りである。
| 丁目           | 世帯数    | 人口    |
| -------------- | --------- | ------- |
| 南太平寺一丁目 | 154世帯   | 308人   |
| 南太平寺二丁目 | 387世帯   | 808人   |
| 南太平寺三丁目 | 425世帯   | 932人   |
| 南太平寺四丁目 | 277世帯   | 606人   |
| 計             | 1,243世帯 | 2,654人 |

## 学区
市立小・中学校に通う場合、学区は以下の通りとなる（2022年4月時点）。
| 丁目           | 番・番地等 | 小学校             | 中学校               |
| -------------- | ---------- | ------------------ | -------------------- |
| 南太平寺一丁目 | 全域       | 大分市立豊府小学校 | 大分市立南大分中学校 |
| 南太平寺二丁目 | 全域       | 大分市立豊府小学校 | 大分市立南大分中学校 |
| 南太平寺三丁目 | 全域       | 大分市立豊府小学校 | 大分市立南大分中学校 |
| 南太平寺四丁目 | 全域       | 大分市立豊府小学校 | 大分市立南大分中学校 |

## 交通
- 国道210号

## その他

### 日本郵便
- 郵便番号 : 870-0885[2]（集配局 : 大分中央郵便局[7]）。